# 锡伯图河
锡伯图河，也称锡伯特河，位于中华人民共和国新疆维吾尔自治区塔城地区的一条河流，属于额敏河支流，因清乾隆二十九年（1764年）锡伯族官兵及其家属3000余人应征西迁新疆伊犁屯垦戍边，途径并暂住锡伯图河流域而得名。锡伯图河由大锡伯图河（也称大斯别提苏河）和小锡伯图河（也称斯别提苏河）汇集而成，主源大锡伯图河发源于塔城市东北部塔尔巴哈台山脉中部我鲁匡斯别特他乌山，自北向南流，于山口区左纳小锡伯图河；小锡伯图河发源于额敏县西北角塔尔巴哈台山区，作为塔城市与额敏县界河，自东北向西南流19千米出山口与大锡伯图河汇合而成锡伯图河干流。大、小锡伯图河在山口附近皆建有渠首，分别被引入塔城市恰夏镇和新疆生产建设兵团第九师一六六团灌区。大、小锡伯图河汇合口以上河长28千米，集水面积231平方千米，年均径流量约0.85亿立方米。